# Koch Antal
Bodrogi Koch Antal (Zombor, 1843. január 7. – Budapest, 1927. február 8.) geológus, petrográfus, mineralógus, paleontológus, a Magyar Tudományos Akadémia rendes tagja. Munkássága alapvető fontosságú a Kárpát-medence, s főképp Erdély geológiai, kőzet- és ásványtani, paleontológiai feltárásában. Negyedszázadon keresztül, 1872 és 1895 között volt a kolozsvári tudományegyetem ásványtani és földtani tanszékének első vezetője, 1895 és 1913 között pedig a Budapesti Tudományegyetem földtani-őslénytani tanszékét vezette.
Koch Ferenc (1853–1942) kémikus bátyja, Koch Nándor (1885–1961) földrajztudós, geológus apja, Koch Sándor (1896–1983) mineralógus nagybátyja.

## Életútja
Gimnáziumi tanulmányait Kalocsán és Baján végezte el, majd 1861-ben beiratkozott a Pesti Tudományegyetemre, ahol 1864-ben szerzett bölcsészdoktori, 1865-ben pedig tanári oklevelet. 1865-ben az eperjesi római katolikus főgimnázium tanára lett. 1867-ben a budai Királyi József Műegyetem állattani tanszékének tanársegédje lett Kriesch János mellett, 1868-ban pedig Szabó József, a Pesti Tudományegyetem ásványföldtani intézetének vezetője vette maga mellé tanársegédnek. 1869-ben az akkor alapított Magyar Királyi Földtani Intézet helyettes geológusává nevezték ki, de 1869–1870 során már állami ösztöndíjjal a bécsi és a bonni egyetemeken képezte tovább magát. Miután visszatért Magyarországra, földtani intézeti munkájával párhuzamosan 1870 és 1872 között a Budai Római Katolikus Gimnázium természetrajztanára volt.
1872-ben kapta a kinevezést a kolozsvári tudományegyetem akkor alapított ásvány- és földtani tanszékének élére, nyilvános rendes tanári címmel, s 1895-ig tanított az erdélyi város egyetemén. Ebben az időszakban megszervezte az egyetem ásványtani és földtani intézetét, amelynek első igazgatója lett, 1874–1875-ben és 1884–1885-ben a matematikai és természettudományi kar dékánja volt, 1891–1892-ben pedig az egyetem rektori feladatait látta el. 1895-ben visszatért a fővárosba, és a Budapesti Tudományegyetemen volt az összevont földtani-őslénytani tanszék vezetője nyilvános rendes tanári címmel 1913-as nyugdíjazásáig. Tudományos és oktatói tevékenysége elismeréséül nyugalomba vonulásakor magyar nemesi címet kapott, a bodrogi nemesi előnevet 1916-ban vette fel.

## Munkássága
Szaktudományának azon utolsó képviselői közé tartozott, akik a földtudomány valamennyi területén – a réteg-, kőzet-, ásvány- és őslénytanban, valamint a hidrológiában – egyaránt jelentős eredményeket értek el.
Mikroszkópos kőzettani vizsgálatokkal még Szabó József tanársegédjeként kezdett foglalkozni, s a földtani képződmények genetikai és szöveti sajátságainak, kémiai összetételének tanulmányozása meghatározta tudományos pályafutásának legfőbb vonulatát. Élete során bejárta és kőzettani, teleptani, ásványtani szempontból feltérképezte a Kárpát-medence több hegyvidékét. Pályája elején – a Magyar Királyi Földtani Intézet helyettes geológusaként – ő indította el a Visegrádi-hegység, a Pilis, a Vértes és a Bakony geológiai felvételezési munkálatait. 1872 után területi kutatásai hangsúlyosan Erdély és a Partium földtani feltárására irányultak. Behatóan foglalkozott a régió sótelepeivel, a Brassói-havasok, a Hargita, a Radnai-havasok, a Széples, a Vihorlát–Gutin-hegyvidék, a Gyalui-havasok, a Vigyázó-hegység, a Marosmenti-hegyvidék, a Zarándi-hegység, a Szörényi-érchegység, a Domogléd-hegység és az Erdélyi-medence földtani szerkezetével. Az Erdélyi-medence harmadidőszaki rétegeiről írott, 1894 és 1900 között megjelent kétkötetes monográfiája napjainkig is alapvető forrásmunka. Az eddig említettek mellett részletesen feltárta az Eperjes–Tokaji-hegység és a Fruška Gora földtani viszonyait is.
Területi kutatásai alapján részt vett több földtani térkép elkészítésében. A Magyar Királyi Földtani Intézet megbízásából ő készítette el Torockó, Torda, Kolozsvár, Bánffyhunyad és Alparét környékének színezett, 1:75 000-es léptékű szelvényét, valamint ő szerkesztette az 1896-ban megjelent Magyarország földtani térképe erdélyi és Fruška Gora-i szelvényeit.
Erdély átfogó kőzettani-ásványtani áttekintése mellett behatóbban is foglalkozott a verespataki adulárral, az erdélyi rutil-, vivianit- és cölesztin-előfordulásokkal. A nevéhez fűződik a Ditró környékén felbukkanó alkálikőzet, a nefelinszienit és ásványainak leírása, valamint az Arany melletti hiperszténandezit vizsgálata. Több addig ismeretlen ásványt fedezett fel vagy írt le elsőként, többek között a pszeudobrookitot (1878), valamint a hiperszténmódosulat szabóitot (1878). Emellett több ízben foglalkozott az erdélyi agyagformációkkal és agyagásványokkal, a lösz szedimentológiai vizsgálatával, illetve a bazalt, az andezit, a trachit és az amfibolit általános kőzettani sajátosságaival.
Őslénytani munkásságának homlokterében szintén az Erdélyben feltárt kövületek álltak. Tanulmányozta a nagytáj ősemlős- és ősembermaradványait, kihalt tengerisün-faunáját (Echinoidea), valamint a Zilah környékéről előkerült Hippurites tengerikagyló-nemzetséget. Magyarország egyéb területeiről származó leleteket is leírt, így például a belcsényi halkövületeket, a tarnóci és felsőesztergályi cápafogakat, a Törökbálint mellett felszínre került felső oligocénkori maradványokat. Áttekintés szintjén foglalkozott a Kárpát-medencében gyakori ősmaradványokkal is (nummuliteszek, Congeria kagylónem, Cerithium csiganem).
Tudományos érdeklődése kiterjedt a szpeleológiára, a szeizmológiára és a kozmológiára is. Feltárta több pilisi barlang szpeleológiai és hidrológiai viszonyait. Negyedszázadon keresztül figyelemmel kísérte az erdélyi földrengéseket, megfigyelte és leírta az 1866. június 9-ei knyahinyai, valamint az 1883. február 3-ai mócsi meteorjelenséget, összegyűjtötte és elemezte a földfelszínre hullott meteoritokat.
Négy évtizeden átívelő egyetemi tanári pályája során tanítványai közé tartozott az őt követő geológusgenerációk több jeles alakja, például Pálfy Móric, Gaál István, Noszky Jenő, Mauritz Béla, Prinz Gyula, Schréter Zoltán, Vadász Elemér, Pávai Vajna Ferenc, Vendl Aladár és Telegdi-Roth Károly. Kolozsvári évei során ő irányította az Erdélyi Múzeum-Egyesület ásvány-, kőzet- és őslénytani gyűjteményének rendezését. Mintegy háromszáz tudományos dolgozata jelent meg, főként a Természettudományi Közlöny, a Matematikai és Természettudományi Értesítő, a Földtani Közlöny, az Orvos-Természettudományi Értesítő és az Erdélyi Múzeum folyóiratokban, emellett 1871–1873-ban részt vett a Földtani Közlöny, 1879 és 1895 között a kolozsvári Orvos-Természettudományi Értesítő szerkesztésében.

## Társasági tagságai és elismerései
Tudományos eredményei elismeréseként 1875-ben a Magyar Tudományos Akadémia levelező, 1894-ben rendes tagjává választották. 1904-től 1910-ig a Magyarhoni Földtani Társulat elnöki tisztét töltötte be, majd 1915-től tiszteleti tagként vett részt a társaság munkájában. 1904-ben a londoni Földtani Társaság (Geological Society) tiszteletbeli tagja lett.

## Főbb művei

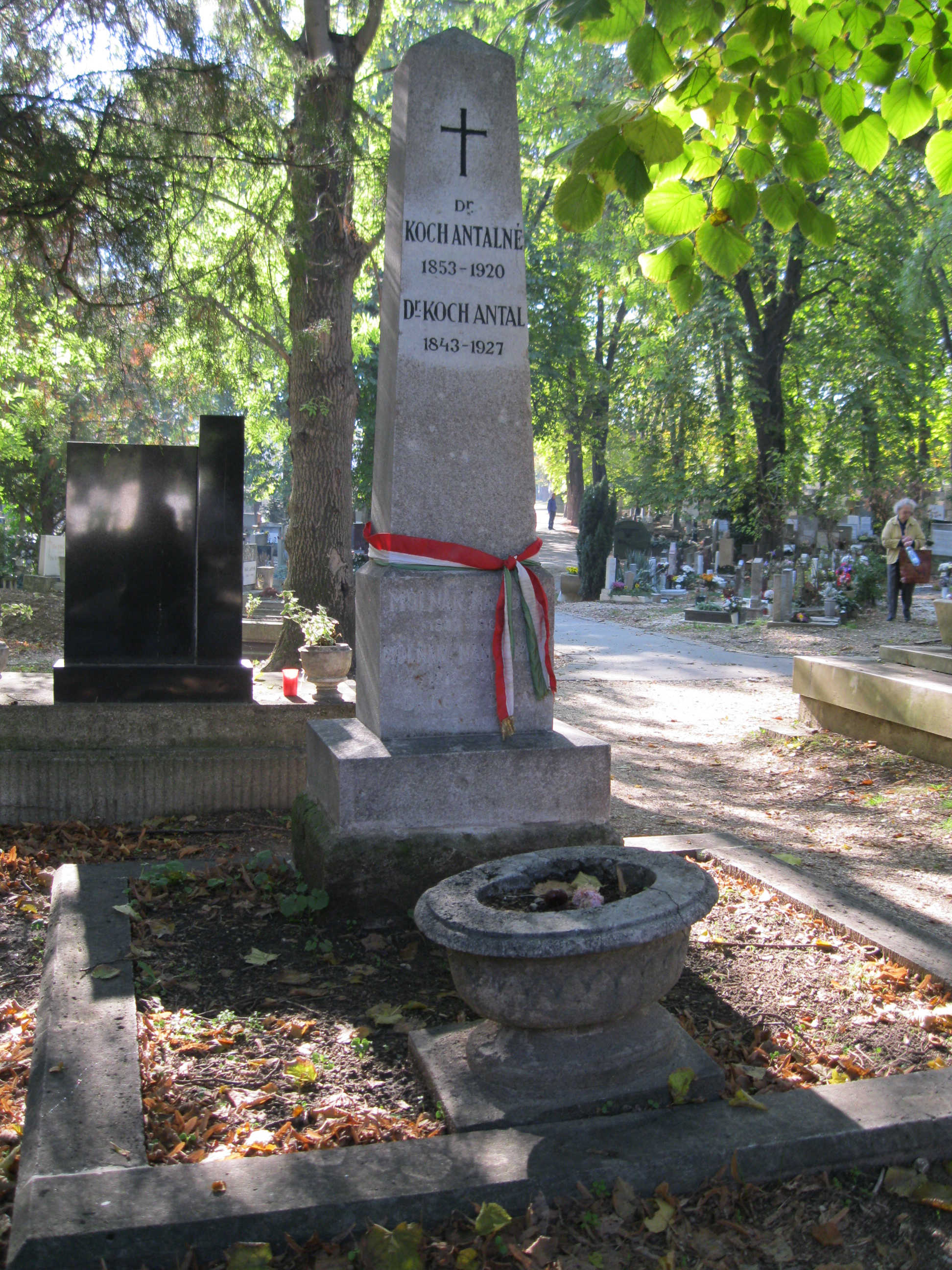
Sírja a Farkasréti temetőben

- Földtani tanulmányok Eperjes környékén. Pest, Légrády, 1868, 23 p.
- A górcső alkalmazása a kőzettanban. Pest, Magyar Tudományos Akadémia, 1870, 40 p. REAL-EOD
- A Szt.-Endre-Vissegrádi és a Pilis hegység földtani leírása. in: A Magyar Állami Földtani Intézet Évkönyve 1871. 141–198.
- Górcsövi kőzetvizsgálatok. Pest, Magyar Tudományos Akadémia, 1872, 34 p. REAL-EOD
- A Bakony északnyugati részének másodkori képletei. Budapest, Légrády, 1875, 25 p.
- A rakováczi sanidintrachyt és földpátjának vegyelemzése. Budapest, Magyar Tudományos Akadémia, 1875, 16 p. REAL-EOD
- Adatok Kolozsvár vidéke földtani képződményeinek pontosabb ismeretéhez. Budapest, Légrády, 1875, 34 p.
- Erdély ősemlős maradványai és az ősemberre vonatkozó leletei. Kolozsvár, Erdélyi Múzeum-Egyesület, 1876, 32 p.
- A kőzetek tanulmányozásának módszerei alkalmazva a sz.-endre-visegrádi trachyt-csoport kőzeteire. Budapest, Magyar Tudományos Akadémia, 1876, 44 p. (Első akadémiai székfoglalója) REAL-EOD
- A dunai trachytcsoport jobbparti részének (Sz.-Endre-Visegrád-Esztergomi hegycsoport) földtani leirása a hegy- és vizrajzi viszonyok előrebocsátásával. Budapest, Magyar Tudományos Akadémia, 1877, 308 p. REAL-EOD
- Ásvány- és kőzettani közlemények Erdélyből. Budapest, Magyar Tudományos Akadémia, 1878, 32 p. REAL-EOD
- A ditrói syenittömzs kőzettani és hegyszerkezeti viszonyairól. Budapest, Magyar Tudományos Akadémia, 1879, 50 p. REAL-EOD
- Erdély ásványainak kritikai átnézete. Kolozsvár, 1885
- Erdély ó-tertiär-echinidjei. in: A Magyar Állami Földtani Intézet Évkönyve 1884. 43–123.
- Ásvány-, kőzet- és földtan vezérfonala a középtanodák számára. Budapest, 1886
- A brassói hegység földtani szerkezetéről és talajvíz-viszonyairól. Budapest, Magyar Tudományos Akadémia, 1887, 20 p. REAL-EOD
- Bánffy-Hunyad vidéke. Budapest, Kilián, 1889, 36 p.
- Vezérfonal az ásványtan egyetemi előadásaihoz. Kolozsvár, 1889
- Torda vidéke földtanilag fölvéve és magyarázva. Budapest, Kilián, 1890, 45 p.
- Magyarország Erdély-részeinek átnézetes földtani térképe. Budapest, 1893
- Az erdélyrészi medencze harmadkori (tertiaer) képződményei I–III. Budapest, Kilián, 1894–1900, 199 + 330 p.
- A Fruskagóra geologiája. Budapest, Magyar Tudományos Akadémia, 1895, 90 p. (Második akadémiai székfoglalója)

## Emlékezete
A Magyarhoni Földtani Társulat egykori elnöke emlékére és tiszteletére 1969-ben megalapította a Koch Antal-emlékérmet, amellyel a regionális földtanban kimagasló jelentőségű, nyomtatásban megjelent munka szerzőjét jutalmazzák.
A nevét viselő taxonok
- Bairdia kochi Méhes, 1911. Középső triász kagylósrákfaj.
- Balatonia kochi Vinassa de Regny, 1908. Középső triász hydrozoafaj.
- Rhacophyllites (Kochites) Prinz, 1905. Kora jura Phylloceratina-alnem. Érvénytelen taxonnév.[2]
- Pseudaganides kochi Prinz, 1906. Kora jura nautilusfaj.
- Planammatoceras kochi Prinz, 1904. Középső jura ammoniteszfaj.
- Lytoceras subfimbriatum kochi Somogyi, 1914. Kora kréta Lytoceratina-alfaj.
- Cythara kochi Szőts, 1953. Eocén csigafaj.
- Titanocarcinus kochi Lőrenthey, 1898. Eocén rákfaj.
- Euclastes kochi Lőrenthey, 1903. Eocén teknősfaj.
- Euthria kochi Noszky, 1936. Oligocén csigafaj.
- Panopea (Glycymeris) kochi Noszky, 1939. Oligocén kagylófaj.
- Kochictis Kretzoi, 1943. Oligocén ragadozó emlősnem.
- Ronzotherium kochi Kretzoi, 1940. Oligocén orrszarvúfaj.
- Hantkenina kochi Hantken, 1875. Oligocén foraminiferafaj.
- Triloculina kochi Nemes, 1888. Miocén foraminiferafaj.
- Kochia Héjjas, 1894. Miocén osctracodanem.

## További irodalom
- Gaál István et al.: Koch-emlékkönyv Koch Antalnak, a budapesti egyetemen a földtan és őslénytan tanárának, negyvenéves egyetemi tanári jubileumára (1872–1912). Budapest, Fritz, 1912, 160 p.
- Pálfy Móric: Bodrogi Koch Antal tiszt. tag emlékezete. in: Földtani Közlöny 1928
- Mauritz Béla: Koch Antal emlékezete. in: Természettudományi Közlöny 1928
- Vadász Elemér: Emlékezzünk Koch Antalra. in: Földtani Közlöny 1943
- Csíky Gábor: Koch Antal szerepe és jelentősége a magyar földtanban. in: Földtani Közlöny 1974
- Csíky Gábor: Koch Antal. in: Földtani Tudománytörténeti Évkönyv 1977
- Csíky Gábor: Koch Antal (Zombor, 1843. jan. 7. – Budapest, 1927. febr. 8.). in: Évfordulóink a Műszaki és Természettudományokban 1993 107–108.
- Buka Adrienn: Koch Antal, a geológus. in: Élet és Tudomány 1999. 14. sz.